# 원추세포

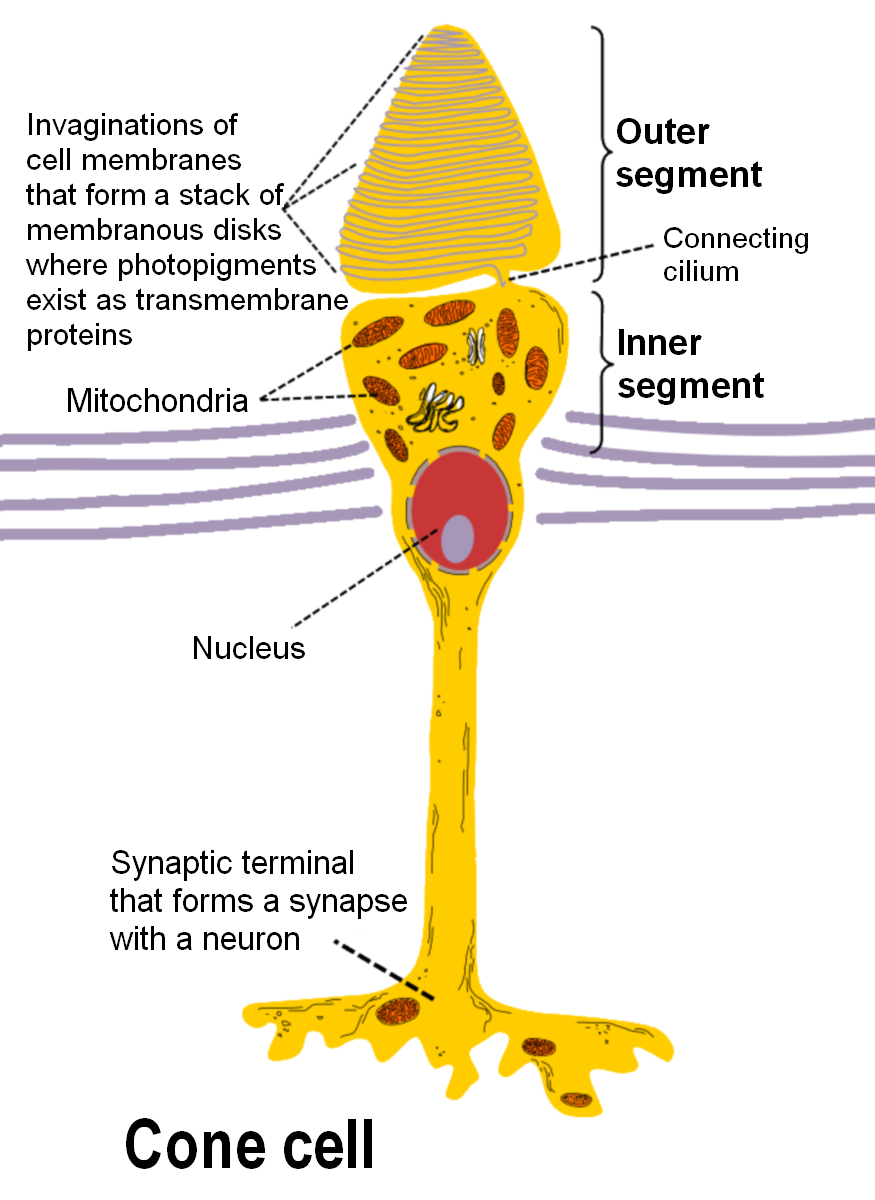
원추세포의 구조

원뿔세포(cone cell) 또는 원추세포(圓錐細胞)는 눈의 망막에 있는 시세포로, 색상을 감지하는 기능을 한다. 원뿔 모양으로 생겨 원추세포라 불린다.

## 종류

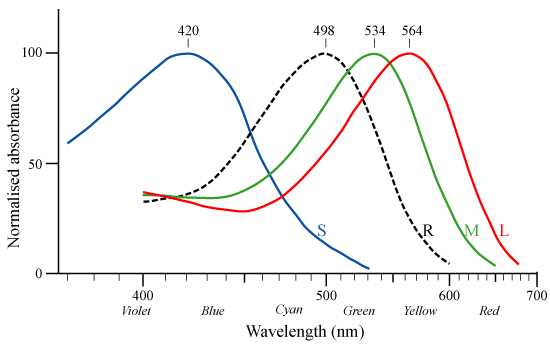
빛에 대한 시세포의 반응

원추세포는 0.1 Lux 이상의 밝은 빛을 감지하는 세포이다. 인간의 망막에는 약 600만 개 이상의 원추세포와 9천만개 이상의 간상세포가 있다. 망막에는 세 가지 종류의 원추세포가 있다.
- L 원추세포(ρ세포) : 가시광선 가운데 비교적 파장이 긴 노랑에서 녹색사이의 빛에 민감하며 파장이 564nm인 빛에 가장 민감하다. L은 긴 파장(Long-wavelength)를 뜻한다. 오직 인간에게만 있다.
- M 원추세포(Г세포) : 중간 파장(Medium-wavelength)인 청록과 파랑사이의 빛에 민감하며 파장이 534nm인 빛에 가장 민감하다.
- S 원추세포(β세포) : 짧은 파장(Short-wavelength)인 파랑과 보라색사이의 빛에 민감하며 파장이 420nm인 빛에 가장 민감하다.

## 구조
원추세포는 맹점이라 불리는 시신경유두를 제외한 망막 전체에 분포하며 길이 약 40 - 50 um 정도의 원뿔모양 세포이다. 특히 눈의 초점이 모이는 황반은 원추세포만으로 구성되어 있다. 세 종류의 원추세포는 망막 전체에 골고루 퍼져 있으나 황반에는 S 원추세포가 좀 더 많은 편이다.

## 시각의 범위
인간의 눈이 감지할 수 있는 빛을 가시광선이라 한다. 세 종류의 원추 세포가 감지할 수 있는 최대 범위가 가시광선의 범위가 된다.
- L 원추세포가 감지할 수 있는 가장 긴 파장의 빛은 680nm 정도로 그보다 긴 파장의 적외선은 감지할 수 없다.
- 빛은 눈의 각막과 수정체를 통해 망막에 도달한다. 인간의 각막은 380nm이하의 짧은 파장의 빛은 통과시키지 못한다. 그 결과 보라색보다 짧은 파장을 지닌 자외선은 인간의 눈으로 감지할 수 없다. 백내장 등의 질병 때문에 각막 제거 수술을 받은 사람들은 종종 자외선도 볼 수 있다고 한다.[1]

- 인간의 세 종류의 원추세포 중 두 종류의 원추세포가 가장 민감하게 반응하는 구간이 녹색과 인접하여 있어 인간은 녹색 빛을 가장 멀리서도 식별할 수 있다.

아래의 그림은 파장과 색상의 관계를 나타낸 것이다.

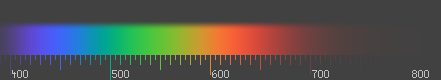
파장과 색상

## 색각 장애
선천적이나 후천적으로 원추세포에 이상이 생기면 색상을 정확히 인지 못하는 색각 장애를 겪는다. 세 가지 종류의 원추 세포중 하나가 작동하지 못하면 빨강과 녹색을 구분하지 못하는 적녹색맹이나 노랑과 파랑을 구분하지 못하는 황청색맹이 된다. 정상적인 색각을 지닌 눈을 정상색체시라 하며 부분적으로 색상을 구분 못하는 적녹색맹 또는 황청색맹을 부분색맹이라 한다. 드물게 모든 색을 구분 못하는 경우도 있는데 이를 완전색맹이라 한다.

## 비교
다음의 표는 간상세포와 원추세포를 비교한 것이다.
| 간상세포                                | 원추세포                                              |
| --------------------------------------- | ----------------------------------------------------- |
| 야간 시각                               | 주간 시각                                             |
| 명암을 구분, 차이에 민감함              | 색상을 구분, 차이에 대해 덜 민감함                    |
| 손상시 야맹증이 됨                      | 손상시 법적 맹인이 됨                                 |
| 세부적인 것을 보는 능력이 떨어짐        | 세부적인 것을 보는 능력이 높음, 공간을 지각할 수 있음 |
| 황반에 존재하지 않음                    | 황반에 존재                                           |
| 빛에 대한 적응이 느림                   | 빛에 대한 적응이 빠르며 순간적인 변화에 적응함        |
| 약한 빛도 감지하여 반응함               | 일정한 세기 이상의 빛에만 반응함                      |
| 망막에 원추세포보다 20배 더 많이 존재함 |                                                       |
| 하나의 종류만 있음                      | 인간의 경우 세종류의 원추세포가 있음                  |
| 무채색을 감지                           | 유채색을 감지                                         |
| 약 9000만 개                            | 약 450만 개                                           |

## 같이 보기
- 간상세포
- 색각 이상